# Martinski Vrh
 Martinski Vrh  falu Horvátországban Károlyváros megyében. Közigazgatásilag Ribnikhez tartozik.

## Fekvése
Károlyvárostól 16 km-re északnyugatra, községközpontjától 4 km-re keletre fekszik. A község legkeletibb települése, ahonnan belátni az egész Ribnik-völgyét.

## Története
1857-ben 146, 1910-ben 129 lakosa volt. A település trianoni békeszerződésig Zágráb vármegye Károlyvárosi járásához tartozott. 2011-ben 22 lakosa volt.

## Nevezetességei
A falu bejáratánál álló százéves hársfa.

## Lakosság
| Lakosság változása | Lakosság változása | Lakosság változása | Lakosság változása | Lakosság változása | Lakosság változása | Lakosság változása | Lakosság változása | Lakosság változása | Lakosság változása | Lakosság változása | Lakosság változása | Lakosság változása | Lakosság változása | Lakosság változása | Lakosság változása |
| ------------------ | ------------------ | ------------------ | ------------------ | ------------------ | ------------------ | ------------------ | ------------------ | ------------------ | ------------------ | ------------------ | ------------------ | ------------------ | ------------------ | ------------------ | ------------------ |
| 1857               | 1869               | 1880               | 1890               | 1900               | 1910               | 1921               | 1931               | 1948               | 1953               | 1961               | 1971               | 1981               | 1991               | 2001               | 2011               |
| 146                | 176                | 173                | 173                | 147                | 129                | 125                | 128                | 123                | 119                | 106                | 92                 | 51                 | 38                 | 31                 | 22                 |